# Rondibilis laosica
Rondibilis laosica är en skalbaggsart som först beskrevs av Stefan von Breuning 1965.  Rondibilis laosica ingår i släktet Rondibilis och familjen långhorningar.
Artens utbredningsområde är Laos. Inga underarter finns listade i Catalogue of Life.